# Tour do Mar Negro
O Tour do Mar Negro  (em inglês: Tour of Black Sea) é uma corrida de ciclismo por etapas turca. Criada em 2015, faz parte do UCI Europe Tour desde 2015, em categoria 2.2.

## Palmarés
| Ano                              | Vencedor             | Segundo          | Terceiro        |
| -------------------------------- | -------------------- | ---------------- | --------------- |
| 2015                             | Tomasz Marczyński    | Onur Balkan      | Muhammet Atalay |
| 2016-2017 edições não realizadas |                      |                  |                 |
| 2018                             | Ramūnas Navardauskas | Mauro Schmid     | Mustafa Sayar   |
| 2019                             | Onur Balkan          | Samir Jabrayilov | Vitaliy Buts    |

## Palmarés por países
| País     | Vitórias |
| -------- | -------- |
| Polónia  | 1        |
| Lituânia | 1        |
| Turquia  | 1        |